# Februarie 2014
Acest articol este generat integral pe baza informațiilor din articolul 2014 și este actualizat periodic de un robot.
 Editările făcute în articol vor fi șterse la următoarea actualizare! Dacă doriți să faceți modificări, editați articolul-sursă.

ianuarie -
februarie -
martie -
aprilie -
mai -
iunie -
iulie -
august -
septembrie -
octombrie -
noiembrie -
decembrie
Februarie 2014 a fost a doua lună a anului și a început într-o zi de sâmbătă.

## Evenimente

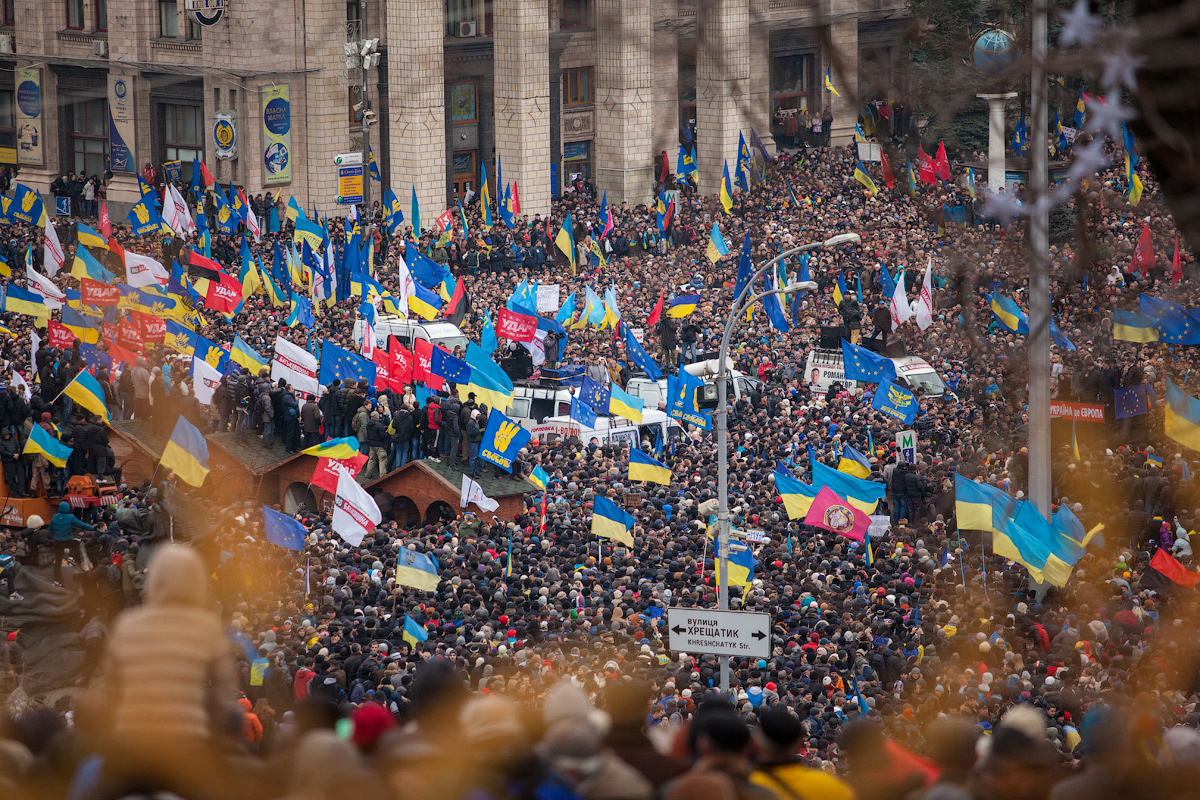
februarie: Euromaidan, Ucraina

- 6-16 februarie: A 64-a ediție a festivalului internațional de film de la Berlin.
- 7 februarie: Ceremonia de deschidere a jocurilor olimpice de iarnă din 2014, desfășurate la Soci, Rusia.
- 9 februarie: Într-un referendum național, alegătorii elvețieni s-au pronunțat în proporție de 50,3% în favoarea limitării imigrației în masă.
- 11 februarie: Un avion militar C-130 Hercules care transporta 103 persoane s-a prăbușit în Algeria. Echipele de intervenție deplasate la locul accidentului au găsit un singur supraviețuitor.[1]
- 19 februarie: Forțele de ordine din Ucraina au început asaltul asupra Pieței Independenței, cunoscută și sub numele de Maidan. Mai multe corturi au fost incendiate și polițiștii au folosit tunuri cu apă. 25 de oameni (inclusiv 10 polițiști) au murit și câteva sute au fost rănite în ultimele două zile.[2]
- 20 februarie: Opoziția din Ucraina afirmă că peste 100 de manifestanți au fost împușcați mortal și 500 au fost răniți.[3] Președintele Viktor Ianukovici este de acord cu alegeri anticipate în 2014.[4]
- 20 februarie: Un jaf armat are loc la o sucursală BRD din Bacău. O angajată a fost rănită ușor.
- 22 februarie: Liderul de centru-stânga Matteo Renzi a depus jurământul ca prim-ministru al Italiei după ce a făcut presiuni asupra fostul premier Enrico Letta, din aceeași formațiune politică, să demisioneze.
- 22 februarie: Parlamentul ucrainean a decis demiterea președintelui Viktor Ianukovici și convocarea de alegeri prezidențiale anticipate pentru 25 mai.
- 25 februarie: Într-o conferință de presă ținută după Delegația Permanentă a PNL, Crin Antonescu, președintele PNL anunță destrămarea USL. Decizia a fost luată pentru "încălcare repetată și flagrantă ajunsă la un prag inacceptabil a unor elemente ale înțelegerii politice la alcătuirea Guvernului de către primul-ministru Victor Ponta".[5]
- 26 februarie: Miniștrii liberali din guvern își prezintă demisiile. Fostul președinte al PNL și membru fondator al partidului, Călin Popescu Tăriceanu, și-a prezentat demisia din PNL; Tăriceanu, alături de alți șase liberali, a votat împotriva ruperii USL în Delegația Permanentă a partidului.
- 26 februarie: Președintele Rusiei, Vladimir Putin, ordonă verificarea pregătirii pentru luptă a trupelor din centrul și vestul Rusiei și exerciții militare în apropiere de granița Ucrainei.[6]
- 27 februarie: Telescopul Kepler descoperă 715 noi planete.[7]

## Nașteri
Prințesa Leonore, Ducesă de Gotland, nepoata regelui Carl al XVI-lea Gustaf al Suediei

## Decese
- 1 februarie: Luis Aragones (José Luis Aragonés Suárez), 75 ani, fotbalist (atacant) și antrenor spaniol (n. 1938)
- 1 februarie: Maximilian Schell, 83 ani, actor austriac (n. 1930)
- 1 februarie: Luis Aragonés, fotbalist spaniol (n. 1938)
- 2 februarie: Philip Seymour Hoffman, 46 ani, actor și regizor american (n. 1967)
- 3 februarie: Mircea Grosaru, 61 ani, deputat român (n. 1952)
- 6 februarie: Maxine Kumin, 88 ani, scriitoare americană (n. 1925)
- 6 februarie: Andy Z. Lehrer, 83 ani, entomolog român (n. 1930)
- 6 februarie: Vaçe Zela, 74 ani, cântăreață albaneză (n. 1939)
- 8 februarie: Maicon (Maicon Pereira de Oliveira), 25 ani, fotbalist brazilian (atacant), (n. 1988)
- 8 februarie: Dan Constantin Stavarache, 77 ani, opozant al regimului comunist, român (n. 1936)
- 10 februarie: Shirley Jane Temple, 85 ani, actriță americană de film și politiciană (n. 1928)
- 11 februarie: Vasile Pentelei, 67 ani, economist din R. Moldova (n. 1947)
- 12 februarie: Sid Caesar (Isaac Sidney Caesar), 91 ani, actor evreu-american de film și TV (n. 1922)
- 15 februarie: Cliff Bole, 76 ani, regizor de televiziune americano-canadian (n. 1937)
- 15 februarie: Ioan Ciosescu, 87 ani, fotbalist român (n. 1934)
- 18 februarie: Nelson Frazier jr., 43 ani, wrestler profesionist și actor american (n. 1972)
- 18 februarie: Ruxandra Sireteanu, 70 ani, actriță română (n. 1943)
- 18 februarie: Ruxandra Sireteanu, actriță română (n. 1943)
- 20 februarie: Victor Gațac, 80 ani, folclorist și etnolog rus (n. 1933)
- 20 februarie: Ihor Kostenko, 22 ani, jurnalist și activist ucrainean (n. 1991)
- 21 februarie: Marica Bălan, 77 ani, actriță română de teatru și film (n. 1936)
- 23 februarie: Alice Herz-Sommer, 110 ani, pianistă și profesoară de muzică de etnie evreiască (n. 1903)
- 24 februarie: Nicolae Herlea (n. Niculae Herle), 86 ani, bariton român (n. 1927)
- 24 februarie: Harold Ramis, 69 ani, actor și regizor american (n. 1944)
- 25 februarie: Emil Simon, 77 ani, dirijor și compozitor român (n. 1936)
- 26 februarie: Sorel Etrog, 80 ani, sculptor canadian de etnie evreiască (n. 1933)
- 27 februarie: Aaron Allston, 53 ani, designer și romancier american (n. 1960)
- 28 februarie: Valentin Dânga, 62 ani, compozitor din R. Moldova (n. 1951)